# Reprezentacja Serbii w piłce nożnej kobiet
Reprezentacja Serbii w piłce nożnej kobiet to oficjalna drużyna reprezentująca Serbię w rozgrywkach piłki nożnej kobiet.

## Udział w międzynarodowych turniejach
| 1996 | Nie zakwalifikowała się | Nie zakwalifikowała się |
| 2000 | Nie zakwalifikowała się | Nie zakwalifikowała się |
| 2004 | Nie zakwalifikowała się | Nie zakwalifikowała się |
| 2008 | Nie zakwalifikowała się | Nie zakwalifikowała się |
| 2012 | Nie zakwalifikowała się | Nie zakwalifikowała się |
| 2016 | Nie zakwalifikowała się | Nie zakwalifikowała się |
| 2020 | Nie zakwalifikowała się | Nie zakwalifikowała się |
| 2024 | Nie zakwalifikowała się | Nie zakwalifikowała się |

| 1991 | Nie brała udziału, była częścią SFRJ | Nie brała udziału, była częścią SFRJ |
| 1995 | Nie zakwalifikowała się              | Nie zakwalifikowała się              |
| 1999 | Nie zakwalifikowała się              | Nie zakwalifikowała się              |
| 2003 | Nie zakwalifikowała się              | Nie zakwalifikowała się              |
| 2007 | Nie zakwalifikowała się              | Nie zakwalifikowała się              |
| 2011 | Nie zakwalifikowała się              | Nie zakwalifikowała się              |
| 2015 | Nie zakwalifikowała się              | Nie zakwalifikowała się              |
| 2019 | Nie zakwalifikowała się              | Nie zakwalifikowała się              |
| 2023 | Nie zakwalifikowała się              | Nie zakwalifikowała się              |

| 1984 | Nie brała udziału, była częścią SFRJ | Nie brała udziału, była częścią SFRJ |
| 1987 | Nie brała udziału, była częścią SFRJ | Nie brała udziału, była częścią SFRJ |
| 1989 | Nie brała udziału, była częścią SFRJ | Nie brała udziału, była częścią SFRJ |
| 1991 | Nie brała udziału, była częścią SFRJ | Nie brała udziału, była częścią SFRJ |
| 1993 | Nie zakwalifikowała się              | Nie zakwalifikowała się              |
| 1995 | Nie zakwalifikowała się              | Nie zakwalifikowała się              |
| 1997 | Nie zakwalifikowała się              | Nie zakwalifikowała się              |
| 2001 | Nie zakwalifikowała się              | Nie zakwalifikowała się              |
| 2005 | Nie zakwalifikowała się              | Nie zakwalifikowała się              |
| 2009 | Nie zakwalifikowała się              | Nie zakwalifikowała się              |
| 2013 | Nie zakwalifikowała się              | Nie zakwalifikowała się              |
| 2017 | Nie zakwalifikowała się              | Nie zakwalifikowała się              |
| 2022 | Nie zakwalifikowała się              | Nie zakwalifikowała się              |